# 1545 en santé et médecine
| Années de la santé et de la médecine : 1542 - 1543 - 1544 - 1545 - 1546 - 1547 - 1548    |
| Décennies de la santé et de la médecine : 1510 - 1520 - 1530 - 1540 - 1550 - 1560 - 1570 |

Cet article présente les faits marquants de l'année 1545 en santé et médecine.

## Événements
- 1545-1550 : une épidémie dévastatrice de cocoliztli, probablement due à la bactérie Salmonella enterica Paratyphi C, « touche une grande partie du Mexique et du Guatemala[1],[2] ».
- « L’amiral anglais Walter Raleigh rapport[e] la pomme de terre de l’Amérique septentrionale[3]. »

## Publications
- Ambroise Paré (c.1510-1590) publie à Paris, chez Vivant Gaultherot, sa Méthode de traiter les plaies faites par arquebuses[4].
- Walther Hermann Ryff (c.1500-1548) publie son Traité de chirurgie, à Francfort chez Christian Egenolff[5].
- Charles Estienne (c.1504-1564) publie à Paris, chez Simon de Colines, son traité De dissectione partium corporis humani[6], dont il confiera au même imprimeur, dès l'année suivante 1546, la traduction française sous le titre de Dissection des parties du corps humain[7].
- L'imprimeur parisien Jean Longis[8] publie un Petit traité contenant la manière de faire toutes les confitures[9],[10].

## Naissances
- John Gerard (mort en 1611 ou 1612), médecin et botaniste anglais[11].
- Gaspare Tagliacozzi (mort en 1599), médecin italien[12].
- Vers 1545 : Claude Aubery (mort en 1596), médecin et philosophe français[13].

## Décès
- Ludovico Boccadiferro (né vers 1482), professeur italien de philosophie et de médecine[14],[15].